# Hydrocyklon

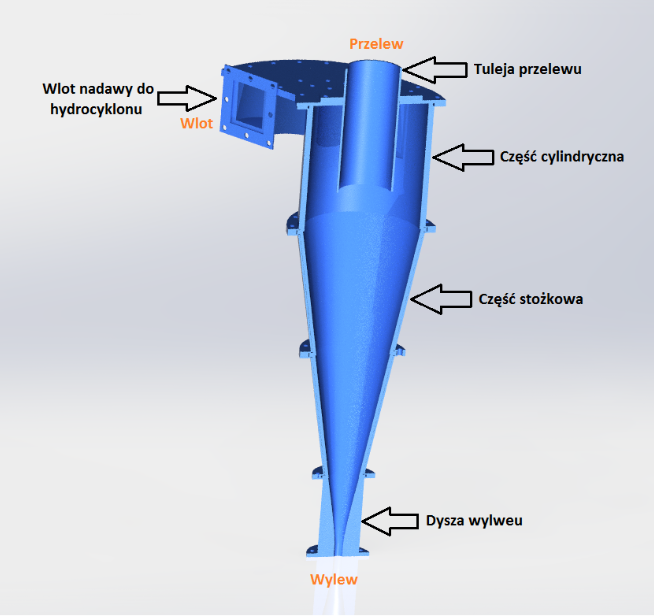
Schemat przekroju hydrocyklonu

Hydrocyklon (często określany skróconą formą cyklon) – urządzenie do pracy ciągłej, które wykorzystuje siłę odśrodkową do przyspieszenia prędkości sedymentacji cząstek stałych lub cieczy o różniej gęstości. W efekcie materiał wejściowy ulega klasyfikacji, zagęszczeniu, separacji lub sortowaniu. Jest jednym z podstawowych urządzeń w mechanicznej przeróbce kopalin, często również wykorzystywany w innych branżach przemysłu, jak chemia, energetyka, papier i celuloza, wydobycie i przeróbka ropy naftowej, przemysł spożywczy oraz wszędzie tam, gdzie występują mieszaniny ciał stałych i cieczy lub dwóch cieczy o różnej gęstości.

## Budowa
Typowy hydrocyklon zbudowany jest głowicy wlotowej, części cylindrycznej tulei przelewu, części stożkowej, dyszy wylewu. Nie ma żadnych części ruchomych. 

## Zasada pracy
Energia niezbędna do pracy wytwarzana jest przez pompę zasilającą, która podaje materiał pod odpowiednim ciśnieniem do wlotu. Następnie kierunek ruchu materiału z prostoliniowego jest zamieniany na wirowy w głowicy wlotowej i przechodzi do części cylindrycznej. Ze względu na występującą przy ruchu wirowym siłę odśrodkową, w części cylindrycznej następuje wstępna separacja cząstek o większym ciężarze właściwym od cząstek o mniejszym ciężarze właściwym, cząstek o większych rozmiarach od mniejszych lub cieczy gęstej od lżejszej. Frakcja cięższa/większych/gęstsza zsuwa się po ściankach hydrocyklonu w kierunku wylewu, a frakcja lekka/drobniejsza/lżejsza jest porywana przez strumień cieczy i wydostaje się na zewnątrz poprzez tuleję przelewu. Z części cylindrycznej pozostały materiał przedostaje się do części stożkowej hydrocyklonu, w której siła odśrodkowa wzrasta wraz ze zwiększeniem prędkości wirowania ze względu na zmniejszający się przekrój stożka. Cały czas następuje rozdział frakcji ciężkiej/większej/gęstszej (która przechodzi do wylewu) od lżejszej/drobniejszej (która wydostaje się przelewem). Przelewem wydostaje się także większość cieczy, dlatego wylewem wydostaje się zagęszczony (z mniejszą ilością cieczy) materiał.

## Parametry pracy
Na warunki pracy z pozoru prostego urządzenia ma wpływ wiele parametrów, z których najważniejsze to: stopień zagęszczenia materiału wlotowego, skład ziarnowy materiału wlotowego, lepkość cieczy, różnice w ciężarze właściwym cząstek materiału, ciężar właściwy cieczy, konstrukcja głowicy wlotowej, średnica i długość części cylindrycznej, średnica i długość tulei przelewu, kąt i długość stożka, średnica i geometria dyszy wylewu, a także ciśnienie na wlocie przed hydrocyklonem, nachylenie osi hydrocyklonu.